# Wolfgang Goler
Wolfgang Goler, italianizzato in Wolfango Golci (seconda metà del XV secolo – luglio 1527) è stato un vescovo cattolico tedesco.

## Biografia
Wolfgang Goler è stato scrittore apostolico e vescovo ausiliare di Grosseto sotto l'episcopato del cardinale Ferdinando Ponzetti, che ormai anziano e risiedente principalmente a Roma, lasciava al Goler l'amministrazione della diocesi. Alla morte del cardinale, il 25 febbraio 1527, papa Clemente VII nominò Wolfgang Goler suo successore.
Morì tuttavia nel mese di luglio dello stesso anno. Secondo alcuni storici, il Goler sarebbe stato succeduto dal cardinale Domenico Giacobazzi, ma tale interpretazione è stata successivamente rifiutata, e Giacobazzi non appare più nelle cronotassi ufficiali della diocesi.